# بافلو غينتوف
بافلو غينتوف (بالأوكرانية: Павло Гінтов) (من مواليد 14 يناير 1984 في كييف) هو عازف بيانو كلاسيكي أوكراني. يُعرف بأسلوبه التعبيري وتقنيته العالية في عزف الموسيقى الكلاسيكية الغربية، وشارك في العديد من الحفلات الموسيقية داخل الولايات المتحدة وأوروبا وآسيا.

## التعليم
درس غينتوف في أكاديمية تشايكوفسكي الوطنية للموسيقى في كييف، ثم واصل دراسته في مدرسة مانهاتن للموسيقى في نيويورك، تحت إشراف العازفة والأستاذة المرموقة نينا سفيتلانوفا. وهو حالياً في طور إكمال دراساته العليا للحصول على درجة الدكتوراه في الأداء الموسيقي.

## النشاط المهني
شارك غينتوف في عدد من المسابقات الدولية للعزف على البيانو، وفاز بجوائز في كل من:
- اليابان
- إيطاليا
- ألمانيا
- الولايات المتحدة

كما عزف كعازف منفرد مع فرق أوركسترا مرموقة، بما في ذلك أوركسترا كييف الفلهارمونية وأوركسترا شيكاغو السيمفونية.

## الأسلوب
يتميّز غينتوف بتركيزه على أعمال كبار المؤلفين مثل بيتهوفن وتشايكوفسكي ورحمانينوف، ويعرف بتفسيراته العاطفية العميقة للأعمال الرومانسية والحديثة.

## وصلات خارجية
- الموقع الرسمي لبافلو غينتوف
- أستاذته نينا سفيتلانوفا – مدرسة مانهاتن للموسيقى